# Kuwajris
Kuwajris (arab. كويرس) – wieś w Syrii, w muhafazie Idlib. W 2004 roku liczyła 217 mieszkańców.